# Beherit
Beherit — одна из первых блэк-метал-групп из Финляндии. Исполняя нарочито примитивную, агрессивную, сатанистскую музыку, группа обрела узкий, но фанатично преданный круг поклонников, благодаря шокирующим визуальным эффектам и неистовым концертным выступлениям.
Сайт BNR Metal Pages назвал Beherit пионерами и новаторами культ-блэк-метала.
Кроме «сырого», «грязного» звучания гитары и плохой записи ударных, альбомы группы отличают авангардистский уклон и упор на создание особой атмосферы (дарк-эмбиент).
Участник группы Nuclear Holocausto занимался осуществлением различных оккультных ритуалов и в целом интересовался оккультизмом.

## История
Группа образовалась в 1989 году в составе Nuclear Holocausto (Марко Лайхо), Black Jesus (Арьо Венструм) и Sodomatic Slaughter (Яри Пиринен), и была нацелена на исполнение «самого примитивного, дикого, одержимого сатанизмом блэк-металла, который только можно вообразить». В 1990 году была выпущена демозапись «Demonomancy», которая рекламировалась около 3 месяцев и разошлась тиражом приблизительно в 400 экземпляров. В 1991 году, после выпуска лейблом Turbo Music без разрешения группы альбома «The Oath of Black Blood» (состоящего EP «Dawn of Satan’s Millennium» и демо «Demonomancy»), под названием группы The Lord Diabolus (во избежание проблем с Turbo Music) было выпущено демо Down There.... В 1993 году группой был выпущен дебютный (The Oath of Black Blood участниками группы не признаётся) полноформатный альбом Drawing Down the Moon. Альбом был записан примерно за год до его выпуска и посвящён оккультизму, сатанизму и язычеству.
Вскоре после этого группа распалась, однако Лайхо, как ее основатель, продолжал музыкальную деятельность, и под вывеской Beherit было выпущено ещё два релиза. В 1994 году был выпущен полноформатный альбом H418ov21.C, который был создан в дарк-эмбиент-стилистике и задумывался как пластинка-ознакомление со следующей работой — Electric Doom Synthesis, — вышедшим в 1995 году.
В 2008 году, после 15 лет официального распада и полуподпольного существования, группа официально объявила о воссоздании и записи нового материала.
В 2009 году был выпущен альбом группы Engram, на котором группа вернулась к звучанию в духе The Oath of Black Blood.

### Влияние
На Beherit большое влияние оказала канадская группа Blasphemy. Кроме того среди других кумиров участники группы называют Mayhem, Samael, Rotting Christ, Black Prophecies, Acheron, Mortuary Drape и т. д.

### Концертные выступления
Концертные выступления группы носили шокирующий характер и сопровождались большим количеством крови и использованием корпспэйнта. Непременными атрибутами участников группы были цепи и большие перевёрнутые кресты, а также огненные и пиротехнические эффекты. В ходе некоторых концертов использовались отрезанные свиные головы.

## Лирика
Лирика группы посвящена антихристианской, сатанинской и языческой тематике, а также чёрной магии и оккультизму.

## Состав
- Нуклеар Холокосто (Nuclear Holocausto) (Марко Лайхо) (пер. Ядерный Уничтожитель)
- Содоматик Слаутер (Sodomatic Slaughter) (Яри Пиринен) (пер. Содомическая Резня)
- Блэк Джизас (Black Jesus) (Арьо Венструм) (пер. Чёрный Иисус)
- Некроперверсор (пер. Некроизвращенец)
- Киммо Лютинен

## Дискография

### Полноформатные альбомы
- 1993 — Drawing Down the Moon
- 1994 — H418ov21.C
- 1996 — Electric Doom Synthesis
- 2009 — Engram
- 2011 — At The Devil’s Studio 1990
- 2020 — Bardo Exist

### Мини-альбомы
- 1990 — Dawn of Satan’s Millennium
- 1993 — Messe Des Morts
- 2012 — Celebrate The Dead

### Сборники
- 1991 — The Oath of Black Blood
- 1999 — Beast of Beherit: Complete Workxxx

### Демо
- 1990 — Seventh Blasphemy
- 1990 — Morbid Rehearsals
- 1990 — Demonomancy
- 1991 — Unreleased Studio Tracks
- 1991 — Down There…[5]
- 1992 — Promo 1992 (демо-промозапись)

### Сплиты
- 1991 — Beherit / Death Yell (с Death Yell)
- 1999 — Messe des Morts (c Archgoat)